# Der italienische Bob
Der italienische Bob (engl. Titel: The Italian Bob) ist die 8. Folge der 17. Staffel der Serie Die Simpsons.

## Handlung
Mr. Burns wird von Kindern verspottet, weil er ein altmodisches Auto besitzt. Daraufhin fordert er die Simpsons auf, nach Italien zu fahren und einen Sportwagen abzuholen. Nachdem das Auto auf der Rückfahrt stark beschädigt wird, kommen sie in ein italienisches Dorf und erfahren, dass der Bürgermeister englisch spricht. Im Rathaus angekommen müssen sie feststellen, dass Barts Todfeind Tingeltangel-Bob der Bürgermeister ist und eine eigene Familie gegründet hat. Nun möchte er Bart nicht mehr töten und so freunden sich die beiden Familien an. Doch als Lisa betrunken wird, enttarnt sie Tingeltangel-Bob als Verbrecher. Nun will Bob mit seiner Familie die Simpsons umbringen. Schließlich gelingt es den Simpsons mit Krustys Hilfe zu flüchten.

## Hintergrund
Die Folge spielt auf die britische Filmkomödie Charlie staubt Millionen ab (engl. The Italian Job) von 1969 an.
Dies ist die letzte Folge, in der Tingeltangel-Bob von der deutschen Synchronstimme Ivar Combrinck (1943–2006) gesprochen wurde.

## Rezeption
Kelsey Grammer gewann 2006 für diese Episode den Voice-Over Performance Preis, außerdem erhielt Autor John Frink diese Episode 2007 einen Writers Guild of America Award.